# Notropis harperi
Notropis harperi és una espècie de peix cipriniforme de la família dels ciprínids. Els adults poden assolir fins a 6 cm de longitud total.
Es troba a Nord-amèrica.